# Anaka
Anaka – miasto w Ugandzie, w dystrykcie Nwoya.